# Willie Watt (calciatore 1946)
Willie Watt (Aberdeen, 6 giugno 1946) è un ex calciatore scozzese, di ruolo centrocampista.

## Carriera
Watt si forma nel Preston N.E., con cui esordirà nella serie cadetta inglese. Con il club di Preston sfiorerà la promozione in massima serie nella stagione 1963-1964, ottenendo con il suo club il terzo posto finale.
Nel 1966 viene ingaggiato dagli scozzesi dell'Aberdeen. Nella stagione 1966-1967 ottiene in campionato il quarto posto e raggiunge con i Dons la finale dalla Scottish Cup 1966-1967, persa contro il Celtic. 
Nell'estate 1967 con il suo club disputò il campionato nordamericano organizzato dalla United Soccer Association: accadde infatti che tale campionato fu disputato da formazioni europee e sudamericane per conto delle franchigie ufficialmente iscritte al campionato, che per ragioni di tempo non avevano potuto allestire le proprie squadre. L'Aberdeen rappresentò i Washington Whips, vincendo la Eastern Division, qualificandosi per la finale. La finale vide i Whips cedere ai Los Angeles Wolves, rappresentati dai Wolverhampton.
Ottiene un quinto posto nella stagione 1967-1968, in cui raggiunge con i suoi gli ottavi di finale della Coppa delle Coppe 1967-1968.
Nel corso della stagione 1968-1969 passa al Raith Rovers con cui retrocederà in cadetteria nella stagione 1969-1970.
Terminata l'esperienza ai Rovers passa al Ross County.